# Спановські
Спановські (пол. Spanovski) — українсько-польський шляхетський рід.

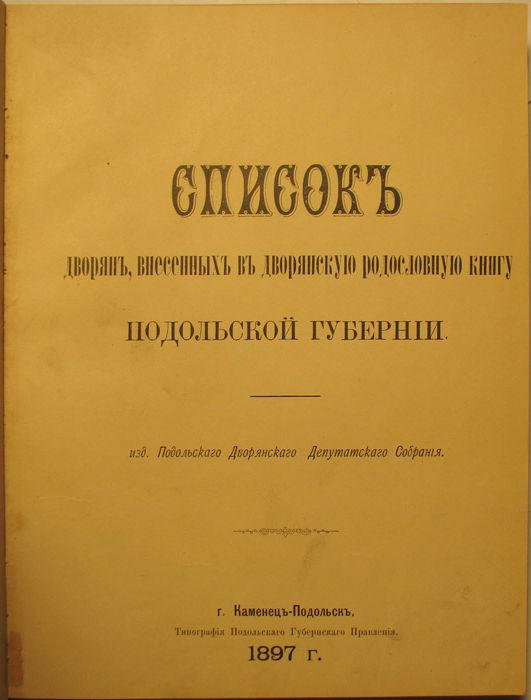
«Список дворян, внесенных в дворянскую родословную книгу Подольской губернии» (1897)

Рід Спановських польського походження й після розділу Речі Посполитої в кінці XVIII століття (1772—1795) його представники залишилися проживати в Подільській (на даний момент Хмельницька область) та Чернігівській губерніях, увійшовши до складу підданих Російської імперії. Спановські перебувають у родинних відносинах з багатьма знатними шляхетськими родами — Гринівецькими, Микульськими, Яновичами, Дашкевичами й іншими.
Першим відомим родоначальником є польський шляхтич Теодор Спановський, що проживав на початку XVIII століття. Його нащадками є: син Яков-Адольф Спаноський, внук Петро-Феодор Спановський та правнук Петро Петрович Спановський (1787—1849), що проживали в Подільській губернії.
Останнього разом з його трьома синами Олександром-Августом-Адріаном (1815 р.н.), Іваном-Кантієм (1816—1865) та Люціаном-Болеславом Спановським (1819 р.н.), який був одружений з Тетяною Довгою та мав двох синів Василя Болеславовича Спановського та Івана Болеславовича Спаноського, указом 6339 від 23 вересня 1853 року було внесено до III частини родовідної книги дворян Подільської губернії, що отримали право потомственого дворянства по ордену.